# Flughafen Bobo-Dioulasso

i7
i11
i13
Der Flughafen Bobo-Dioulasso (französisch Aéroport de Bobo-Dioulasso, IATA-Code: BOY, ICAO-Code: DFOO) ist der internationale Flughafen der zweitgrößten Stadt Burkina Fasos. Er liegt rund drei Kilometer südwestlich des Stadtzentrums von Bobo-Dioulasso in der Provinz Houet im Westen und ist nach dem Hauptstadtflughafen Ouagadougou der zweitgrößte Flughafen des Landes.

## Allgemein
Der Flughafen verfügt über eine 3300 Meter lange und 45 Meter breite asphaltierte Start- und Landebahn in Nordost-Südwest-Richtung und ermöglicht landenden Maschinen in Richtung Nordost einen Instrumentenlandeanflug der mittleren Kategorie (CAT II). Der Flughafen besitzt zwei asphaltierte Vorfelder (Vorfeld A, 100 m × 130 m und Vorfeld B, 123 m × 180 m). Der Flughafen hat die ICAO Brandschutzkategorie 6 und kann damit Flugzeuge bis zur Größe des Airbus A320-200 aufnehmen. Die Flughafenfeuerwehr verfügt über 3 Flugfeldlöschfahrzeuge. Nordwestlich des Flughafens befindet sich ein Militärstützpunkt.

## Fluggesellschaften und Ziele
Der Flughafen stellt eine wichtige Verkehrsverbindung für die Stadt dar, da die Überlandstraßen in schlechtem Zustand sind. 
| Fluggesellschaft | Ziele                          |
| ---------------- | ------------------------------ |
| Air Burkina      | Abdijan Port Bouet, Ouagdougou |